# È vero (Alessandro Casillo)
È vero è il primo album in studio del cantante Alessandro Casillo, pubblicato per l'etichetta discografica RTI Music con distribuzione Sony Music. Contiene 9 brani inediti, compreso quello presentato alla sessantaduesima edizione del Festival di Sanremo, dove il cantante ha vinto nella categoria giovani, dal titolo È vero (che ci sei) e una cover di Tarzan Boy del gruppo Baltimora. Questo suo primo disco vendette (secondo le stime) oltre 12 000 copie.

## Tracce
1. Mai – 3:48
2. È vero (che ci sei) – 3:43
3. Raccontami chi sei – 3:41
4. Tu ci sei – 3:20
5. È già così – 3:43
6. Mi capirai – 3:38
7. L’amico migliore – 3:31
8. Una bugia – 3:29
9. Quasi vivere – 3:43
10. Tarzan Boy (cover) – 3:47

## Classifiche
| Paese  | Posizione massima |
| ------ | ----------------- |
| Italia | 13                |